# Hypnum crassum
Hypnum crassum là một loài Rêu trong họ Hypnaceae. Loài này được Schumach. mô tả khoa học đầu tiên năm 1803.